# Nocny kurs
Nocny kurs (ang. Hack, 2002–2004) – amerykański serial sensacyjny stworzony przez Davida Koeppa.
Światowa premiera serialu miała miejsce 27 września 2002 roku na kanale CBS. Ostatni odcinek został wyemitowany 13 marca 2004 roku. W Polsce serial nadawany był na kanale TVN 7.

## Obsada
- Andre Braugher jako Marcellus Washington
- David Morse jako Mike Olshansky
- Matthew Borish jako Mikey Olshansky
- George Dzundza jako Tom Grzelak
- Donna Murphy jako Heather Olshansky
- Jonathon Ruckman jako oficer Tulley
- Matt Czuchry jako Jamie Farrel
- Jacqueline Torres jako Liz Garza
- Bebe Neuwirth jako Faith O'Connor

i inni